# Zifr as-Saghir
Zifr as-Saghir (arab. زفر الصغير) – wieś w Syrii, w muhafazie Idlib. W 2004 roku liczyła 386 mieszkańców.